# Grain

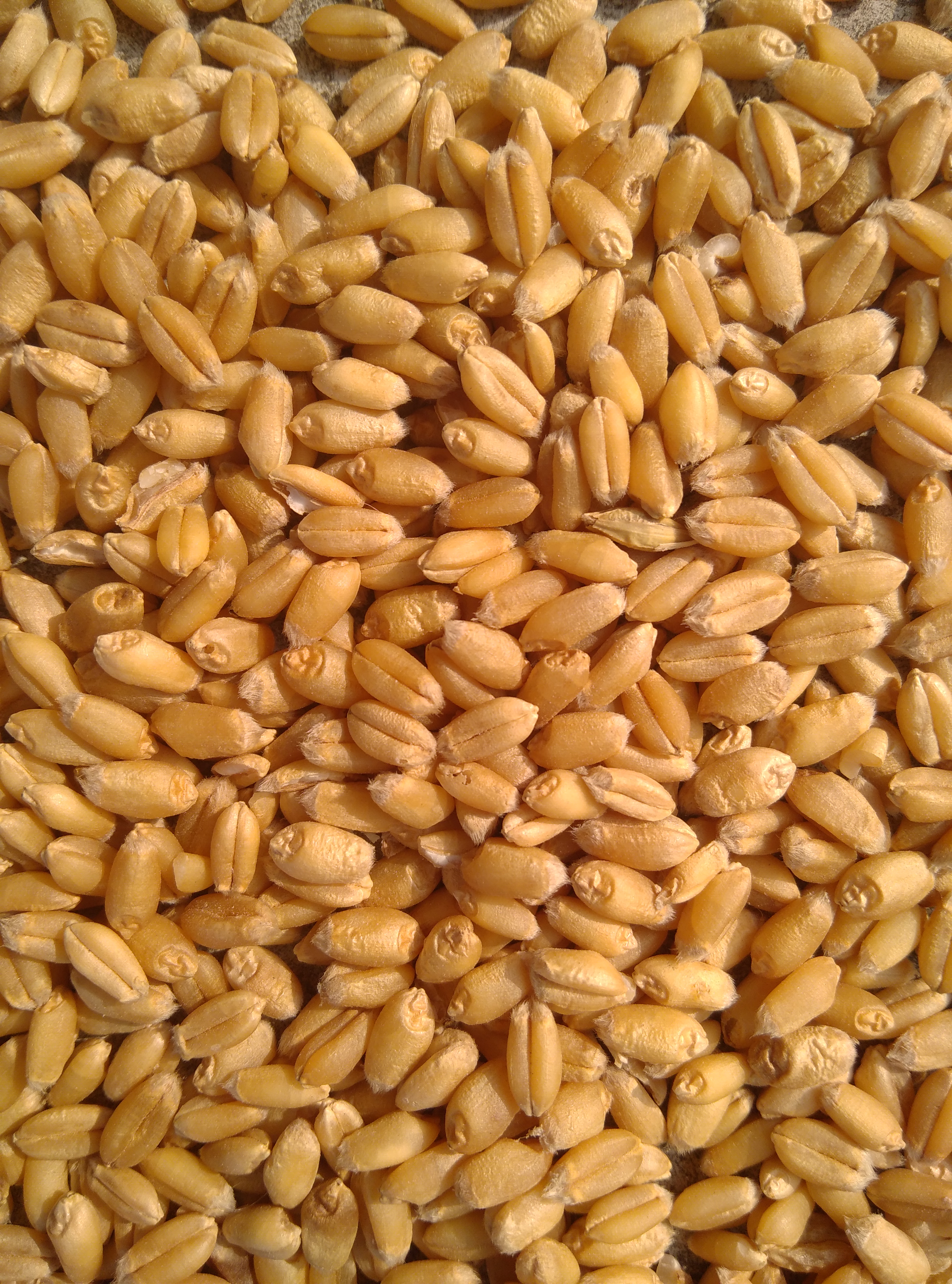
Búzaszemek, a grain egységei

A grain elavult tömegmértékegység az angolszász mértékrendszerben. Jelentése szerint gabona(szem), azaz megfelel közelítőleg egy gabonamag tömegének. A volt brit birodalom egyes területein a mai napig találkozhatunk vele. Megfelel 64,79891 milligrammnak. Leggyakrabban a gyógyszerészetben és a lőfegyverek kapcsán használták.
A grain a brit birodalmi mértékrendszer fontjának {\displaystyle {\frac {1}{7000}}} része. Eredetét tekintve több bronzkori mértékrendszerben találunk hasonló egységet. Tulajdonképpen meghatározott számú gabonaszem tömegével egyenértékű. Ezeket a kalász közepéből választják ki, ugyanis ezek a magok a legérettebbek, így nagyjából azonos méretűek, így tömegűek is. A grain eredetileg a hosszúság egységét is jelentette, három egymás után helyezett árpaszem egyenlő a középkori angol inch-csel.
Hasonló egység a sumér sékel, ami 180 búzaszem tömegével egyenértékű. Szintén a búzamaggal definiált egység a brit ezüst penny sterling, ez egyenlő 32 búzamaggal. A drágakövek mérési egysége pedig 50 metrikus grainnel azonos.